# مارك ويلسون (رجل أعمال)
مارك أندرو ويلسون (بالإنجليزية: Mark Wilson)‏ ولد يوم 22 أغسطس 1966  رجل أعمال نيوزيلندي، والمدير التنفيذي لشركة أفيفا منذ يناير 2013 قبل تخليه عن منصبه في أكتوبر 2018  كما يشغل عضو مجلس إدارة مجموعة بلاك روك (إنجليزية)

## حياته
نشأ ويلسون في منطقة روتوروا الواقعة على ضفاف بحيرة تحمل ذات الاسم، في الوسط الشرقي للجزيرة الشمالية بدولة نيوزيلندا  كما أتم دراسته الجامعية بجامعة وايكاتو 

## مسيرته المهنية
انضم ويلسون لتأمينات التعاضدية الوطنية النيوزيلندية سنة 1987، وتدرج في عدة مناصب حتى صار رئيساً تنفيذياً لفرع جنوب شرق آسيا لمجموعة أكسا للتأمينات سنة 2001  ثم مديراً تنفيذياً لفرع أكسا في هونغ كونغ في 2003، ثم انتقل بعدها لإدارة شركة العالمية الأمريكية للتأمينات (AIA) التابعة للمجموعة العالمية الأمريكية في مارس 2009 قبل أن يحجز كرسي الإدارة بشركة التأمينات أفيفا في يناير 2013  بعدها شغر منصب مدير غير تنفيدي في شركة بلاك روك (إنجليزية) منذ 2018 
في 2016 جاء ويلسون في الترتيب الثاني عشر ضمن لائحة تقييم 100 أفضل رئيس تنفيذي في العالم الذي تنظمه مجلة بلومبيرغ 